# Les Brunels
Brunels – miejscowość i gmina we Francji, w regionie Oksytania, w departamencie Aude.
Według danych na rok 2007 gminę zamieszkiwało 214 osób, a gęstość zaludnienia wynosiła 18 osób/km². Wśród 1545 gmin Langwedocji-Roussillon Brunels plasuje się na 642. miejscu pod względem powierzchni.